# Bruno Wesel
Pour les articles homonymes, voir Wesel.
Bruno Wesel, né le 7 juillet 1967 à Cologne (alors en Allemagne de l'Ouest), est un dessinateur et coloriste de bande dessinée belge.

## Biographie
Bruno Wesel naît le 7 juillet 1967 à Cologne en Allemagne. Il étudie la bande dessinée à l'Institut Saint-Luc de Bruxelles où il rencontre la plupart de ses futurs collaborateurs et dont il sort diplômé. Il publie ses premières illustrations dans les rubriques éditoriales du magazine Spirou, ainsi que quelques courts récits en collaboration avec Jean-Luc Cornette, entre 1990 et 1992. Il collabore également au magazine Jet des éditions du Lombard, mais finit par s'imposer comme un coloriste prolifique. À partir de 1990, il réalise la mise en couleur pour des auteurs tels Séraphine (Hybrides), Carine De Brab, Charles Degotte (Les Motards à partir du neuvième volume), Sergio Salma (Nathalie) et surtout André Taymans avec notamment Caroline Baldwin, Les Filles d'Aphrodite, Charlotte, Bouchon le petit cochon).
André Taymans lui donne l'occasion de revenir à la table à dessin, lorsque les auteurs s'associent pour créer graphiquement la série Mac Namara sur un scénario de Patrick Delperdange aux éditions Casterman en 2000 et 2001. Ils collaborent également à une histoire humoristique basée sur le jeu populaire Les Incollables l'année suivante. Wesel dessine un roman graphique Félix ou le grand non sur un scénario de Christian Durieux dans la collection « Azimut » des éditions bruxelloises Quadrants en 2007, tout en poursuivant ses activités de coloriste pour les séries de Jacques Martin Alix, Lefranc et Loïs.
Pour les Éditions Flouzemaker, il a l'occasion de travailler sur les séries crées par Raymond Macherot : Sibylline (2006-2009), Mirliton et dans ce cas sur des scénarios de Raoul Cauvin (2007), ainsi que sur l'intégrale de Le Père la houle (2008).
Wesel rend hommage dans Spirou à André Geerts lors du décès de celui-ci en 2010.
En 2022, il met en couleurs le trente-troisième tome des aventures de Lefranc.
Parallèlement, il illustre l'ouvrage Sauver l’école ? de John Rizzo aux éditions Ker en 2015.

### Dessinateur
- B.N. et les sept adultes, Point Image, coll. « Images d'atelier », Bruxelles, 1999
Scénario et dessin : Collectif -  (ISBN 978-2-930110-36-3)
- Félix ou le grand non[4], Quadrants, coll. « Azimut », 2010
Scénario : Christian Durieux - Dessin : Bruno Wesel -  (ISBN 978-2-302-00946-2)[7]

#### Les Incollables
- 1. Toast qui peut[8] !, Casterman, 2002
Scénario : André Taymans et Corine Jamar - Dessin : Bruno Wesel -  (ISBN 2-2033-5690-1)

#### Mac Namara
- 1. Gloire à Satan !, Casterman, 2000
Scénario : Patrick Delperdange - Dessin : André Taymans et Bruno Wesel -  (ISBN 2-203-35635-9)[9]
- 2. L'Échappée fantôme !, Casterman, 2001
Scénario : Patrick Delperdange - Dessin : André Taymans et Bruno Wesel -  (ISBN 2-203-35654-5)

### Coloriste
classement alphabétique

### Illustrateur
- Sauver l’école ?, John Rizzo, Ker éditions, 2015  (ISBN 978-2-87586-092-7).

#### Livres
: document utilisé comme source pour la rédaction de cet article.
- Jacques Fiérain, « Wesel, Bruno », dans La BD à Bruxelles et en Brabant, Charleroi, Éd. l'Âge d'or, avril 2003, 144 p., ill. ; 31 cm (ISBN 9782960119664 et 2960119665, OCLC 470388171, présentation en ligne), p. 140.
- Philippe Mellot, Michel Denni, Laurent Turpin et Isabelle Morzadec, Trésors de la bande dessinée : BDM 2021-2022 - Catalogue encyclopédique et Argus, Paris, Les Arènes, novembre 2020, 22e éd., 1700 p., ill. ; 23 cm (ISBN 9791037502582, OCLC 1240308146, présentation en ligne), p. 427. .

#### Articles
- « Bruno Wesel », Jet, Le Lombard, no 8,‎ novembre 1990, p. 22 (ISSN 1146-2728).